# NGC 503

NGC 503

NGC 503 في الفهرس العام الجديد، هي مجرة، تقع في كوكبة الحوت. اكتشفت في 13 أغسطس 1863 بواسطة هاينريش لويس دريست.

## روابط خارجية
- NGC 503 على موقع ويكي سكاي: DSS2, SDSS, GALEX, IRAS, Hydrogen α, X-Ray, Astrophoto, Sky Map, Articles and images